# Cytherura concentrica
Cytherura concentrica är en kräftdjursart som beskrevs av Norman, Crosskey, Robertson. Cytherura concentrica ingår i släktet Cytherura och familjen Cytheruridae. Inga underarter finns listade i Catalogue of Life.